# Olympische Sommerspiele 2008/Teilnehmer (Libyen)
| Gelbes Symbol für Goldmedaillen mit stilisierten Olympischen Ringen | Graues Symbol für Silbermedaillen mit stilisierten Olympischen Ringen | Braundes Symbol für Bronzemedaillen mit stilisierten Olympischen Ringen |
| ------------------------------------------------------------------- | --------------------------------------------------------------------- | ----------------------------------------------------------------------- |
| —                                                                   | —                                                                     | —                                                                       |

Libyen nahm 2008 zum neunten Mal an Olympischen Sommerspielen teil. Für die Olympischen Sommerspiele in Peking benannte das the Libyan Jamahiriya 1977n Olympic Committee sieben Athleten. 

## Teilnehmer nach Sportarten

### Leichtathletik
- Ghada Ali
Damen, 400 m: in der 1. Runde ausgeschieden
- Adel Zaid
Herren, Marathon: DNF

### Radsport
- Ahmed Belgasem
Herren, Straßenrennen: DNF

### Judo
- Mohammad Ben Salah
Herren, über 100 kg: 21. Platz

### Schwimmen
- Sufian Aljaddi
Herren, 100 m Freistil: 64. Platz
- Asmahan Farhat
Damen, 100 m Brust: 47. Platz

### Taekwondo
- Ezzideen Tlish
Herren, 68 kg: DSQ